# 住所修复

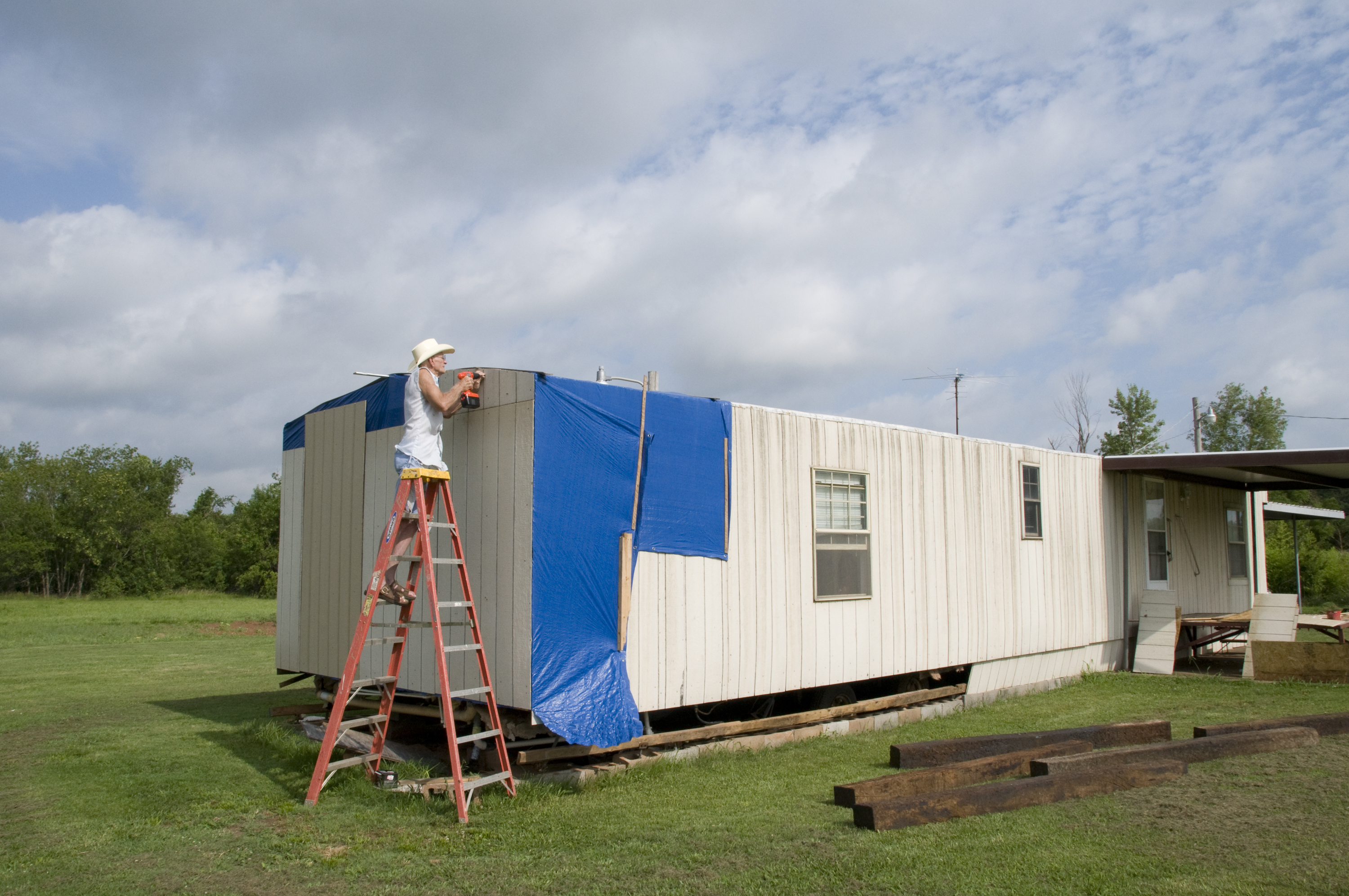
正在经历住所修复的移动房屋，位于俄克拉荷马州

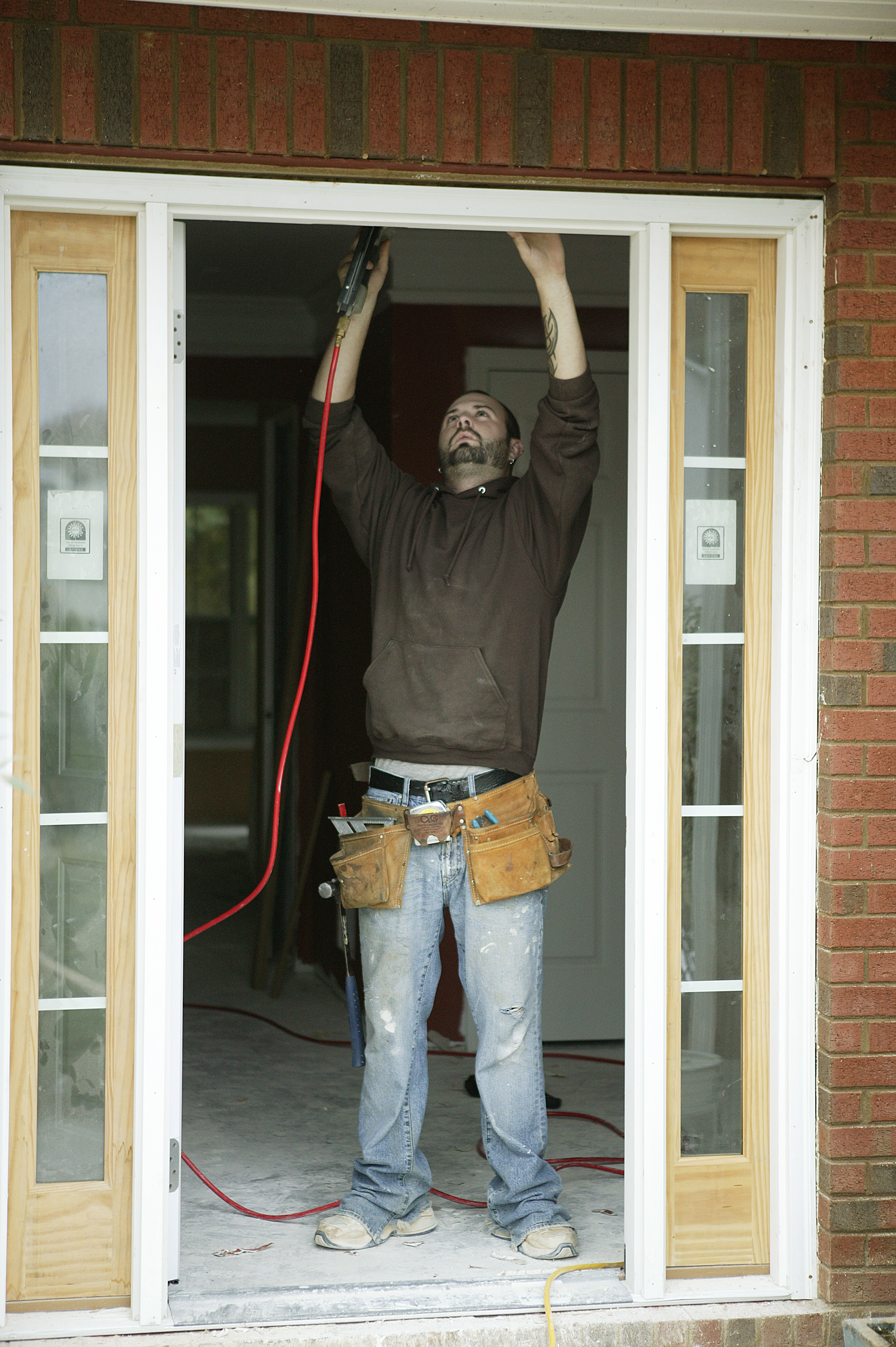
修复洪水后住所的男人

住所修复（英語：home repair）涉及到对住所问题的判断和解决，而住所维护则涉及到避免类似问题的方法。多数类型的住所修复都属于DIY计划；但其他类型的住所修复可能会更加复杂、耗时或危险，并且需要尽量由水电工、物业管理员、合同工/建筑工人等具有专业人士资格的人员协助。
虽然修复和维护可以极大改进住所，但住所修复并不等同于住房改善，亦即翻新自身住所或为之添置物品的过程。一般而言，在修复费用较大时，相对于住所修复而言，全面的住房改善就是更加合理的。升级和改进住所系统可能与花费极高代价频繁维护一个低效而过时的垂死住房系统相比一样有意义。